# Kozji Vrh nad Dravogradom
Kozji Vrh nad Dravogradom – wieś w Słowenii, w gminie Dravograd. W 2018 roku liczyła 90 mieszkańców.